# متعب الحربی
متعب الحربی (عربی: متعب سعد الحربي؛ زادهٔ ۲۰ فوریهٔ ۲۰۰۰) بازیکن فوتبال اهل عربستان سعودی است.
از باشگاه‌هایی که در آن بازی کرده‌است می‌توان به باشگاه فوتبال الشباب عربستان سعودی اشاره کرد.
وی همچنین در تیم‌های ملی فوتبال زیر ۲۳ سال عربستان سعودی و عربستان سعودی بازی کرده‌است.